# Tanda (Rampur)
Tanda ist eine Stadt im indischen Bundesstaat Uttar Pradesh.
Die Stadt ist Teil des Distrikts Rampur. Tanda hat den Status eines Nagar Palika Parishad. Die Stadt ist in 24 Wards gegliedert. Sie hatte am Stichtag der Volkszählung 2011 insgesamt 48.059 Einwohner, von denen 25.160 Männer und 22.899 Frauen waren. Hindus bilden mit einem Anteil von über 81 % die größte Gruppe der Bevölkerung in der Stadt gefolgt von Muslimen mit über 17 %. Die Alphabetisierungsrate lag 2011 bei 57,46 % und damit deutlich unter dem nationalen Durchschnitt.